# Evangelos Venizelos

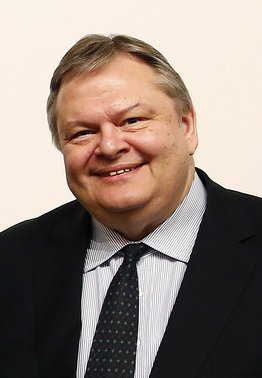
Evangelos Venizelos (2014).

Evangelos Venizelos (grekiska: Ευάγγελος Βενιζέλος), född 1 januari 1957 i Thessaloniki, är en grekisk politiker (PASOK), som var utrikesminister 25 juni 2013 till 27 januari 2015 samt biträdande premiärminister från 2011 till 2015. Han var tidigare biträdande premiärminister och finansminister mellan den 17 juni 2011 och den 21 mars 2012.
Han har tidigare haft flera andra ministerposter: press- och mediaminister 1994-1995, transport- och kommunikationsminister 1995-1996, justitieminister 1996, kulturminister 1996-1999 och 2000-2004, utvecklingsminister 1999-2000, och försvarsminister 2009-2011. 
Efter PASOK:s valnederlag 2004 utmanade han Giorgos Papandreou om partiledarposten, men förlorade. 18 mars 2012 valdes han till partiledare, ett uppdrag han hade till 14 juni 2015.